# Dorfkirche Schönbach

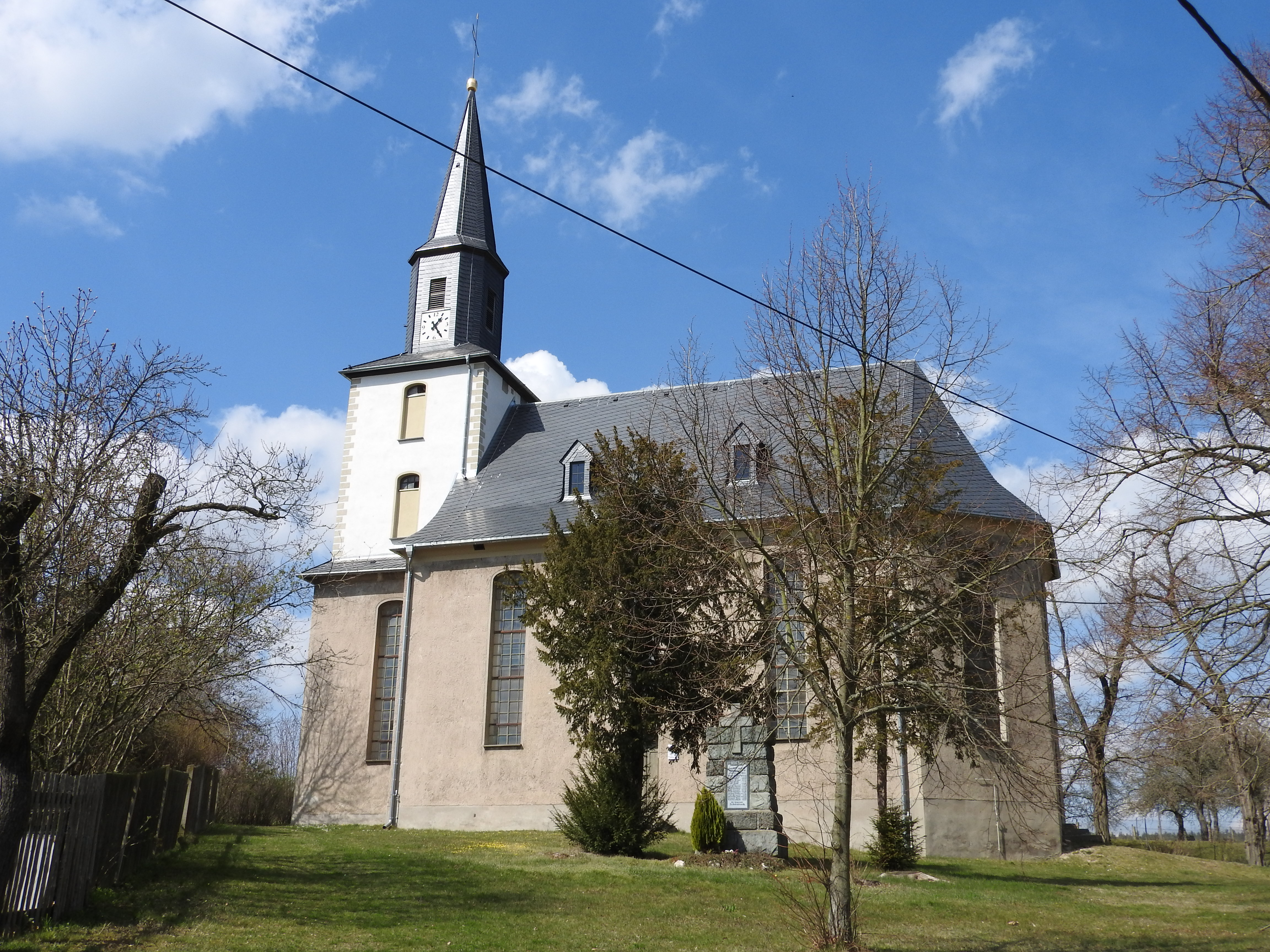
Kirche in Schönbach bei Greiz

Die evangelische Dorfkirche Schönbach steht im Ortsteil Schönbach der Stadt Greiz im Landkreis Greiz in Thüringen.

## Geschichte
1288 wurde die ursprüngliche Schönbacher Maternuskapelle auf dem Gelände des heutigen Friedhofs von Oberkaplan Sebastian Laue aus Elsterberg geweiht. Von dieser Kirche ist das Becken des romanischen Taufsteins aus dem 13. Jahrhundert und die große Glocke, die Magister Joh. Eberhard 1662 in Zwickau gießen ließ, erhalten.
1430 wurden Kirche, Ort und Pfarrei durch Hussiten gebrandschatzt. Von 1739 bis 1744 wurde das neue Gotteshaus im ehemaligen Pfarrgarten errichtet und am 21. Juni 1744 geweiht. Die alte baufällige Kirche wurde abgerissen.
Der barocke Kirchbau besteht aus einem dreiseitig geschlossenen Saal mit großen Korbbogenfenstern und einer zweigeschossigen Empore. Der eingezogene Westturm mit schlankem, verschieferten Achteck mit spitzem Helm ist 29 m hoch, einschließlich Turmknopf und Wetterfahne 31 m. Der spitze Helm des Turmes entstand, nachdem die ursprünglich Thüringer Haube des Turmes 1882 durch Blitzschlag zerstört wurde. In den klassizistischen Kanzelaltar ist ein Kreuzigungsgemälde aus der ersten Hälfte des 17. Jh. eingefügt (wohl ursprünglich Teil eines anderen Altars).
Reich gestaltet ist der Rokoko – Taufstein in Urnenform aus dem Jahr 1768 welcher vom Cunsdorfer Bauern Heydrich gestiftet wurde.
Umfangreiche Sanierungsarbeiten am Gebäude sind 1905 und 2014 erfolgt.
2014 wurde ein erster Bauabschnitt vollendet, hierbei wurde der Schwammbefall im Turm saniert, der Turm neu eingedeckt und der obere Teil des Turmes nach Vorbild der Gestaltung von 1905 neu verputzt.
Für den 2. Teil der Sanierung, des Kirchenschiffes, werden derzeit noch die erforderlichen Mittel gesammelt. Unter anderem veranstalten die Vereine des Kirchspiels (Cossengrün, Cunsdorf, Schönbach) eine jährliche Benefizveranstaltung „Erntefest“.